# Свакоп
Свакоп е река в Намибия и представлява една от големите реки, течащи в западната част на страната. Това е река, която протича през един от най-сухите райони на Земята и се влива в Атлантическия океан. Устието ѝ се намира южно от град Свакопмунд. Представлява сезонна река, чието речно корито може да бъде сухо няколко месеца от годината. В резултат на построяването на два изкуствени водоема по протежението на реката нивото на подпочвените води спада с около 30 см.
Независимо от нередовния годишен дебит на реката, селското стопанство в района е добре развито. Районът е известен с производството на пресни продукти като домати, аспержи и маслини. Съществуват страхове за замърсяване на водата с уран от уранова мина в близост и за евентуалното заразяване на селскостопанската продукция.
Районът около устието на реката и околните дюни са известни с богатото птиче разнообразие и наличието на необичайни растителни видове (като Велвичия), които използват честите мъгли идващи от океана за да набавят влага за своето съществуване.